# Награди „Оскар“ (22-ра церемония)
Двадесет и втората церемония по връчване на филмовите награди „Оскар“ се провежда на 23 март 1950 година в театъра на импресариото Александър Пантаджес „РКО Пантаджес“ в Лос Анджелис, Калифорния. На нея се връчват призове за най-добри постижения във филмовото изкуство за предходната 1949 година. Това е първо домакинство на представлението за „Оскари“-те в този театър, който също е сред емблематичните забележителности на Холивуд. Водещ на събитието е актьорът Пол Дъглас.
Големия победител на вечерта е филмът „Цялото кралско войнство“ на режисьора Робърт Росън, със 7 номинации от които печели 3 награди, всичките в основни категории. Сред другите основни претенденти са „Наследницата“ на Уилям Уайлър, „Бойно поле“ на Уилям Уелман и „Писмо до три съпруги“ на Джоузеф Манкевич.
Това е последната година в която всичките 5 номинации за най-добър филм са на черно-бели произведения.
И на тази церемония продължават неяснотите и напипването на категориите за сценарий. Този път в сегмента са три категории – една за най-добър сценарий, една за най-добър сюжет и една за най-добър едновременно сюжет и сценарий.

## Филми с множество номинации
Долуизброените филми получават повече от 2 номинации в различните категории за настоящата церемония:
- 8 номинации: Наследницата
- 7 номинации: Цялото кралско войнство, Елате в конюшнята
- 6 номинации: Бойно поле, Шампион
- 4 номинации: Пясъците на Иво Джима, Вертикално излитане
- 3 номинации: Джолсън отново запява, Писмо до три съпруги, Пинки

## Номинации и Награди
Долната таблица показва номинациите за наградите в основните категории. Победителите са изписани на първо място с удебелен шрифт.
| Най-добър филм | Най-добър режисьор |
| --- | --- |
| - Цялото кралско войнство - Бойно поле - Наследницата - Писмо до три съпруги - Вертикално излитане                                                                                  | - Джоузеф Манкевич – Писмо до три съпруги - Карол Рийд – Падналият идол - Робърт Росън – Цялото кралско войнство - Уилям Уелман – Бойно поле - Уилям Уайлър – Наследницата |
| Най-добра мъжка роля | Най-добра женска роля |
| - Бродерик Крофорд – Цялото кралско войнство - Джон Уейн – Пясъците на Иво Джима - Кърк Дъглас – Шампион - Грегъри Пек – Вертикално излитане - Ричард Тод – Сприхавият              | - Оливия де Хавиланд – Наследницата - Сюзън Хейуърд – Моето глупаво сърце - Джийн Крейн – Пинки - Дебора Кар – Едуард, сине мой - Лорета Йънг – Елате в конюшнята          |
| Най-добра поддържаща мъжка роля | Най-добра поддържаща женска роля |
| - Дийн Джагър – Вертикално излитане - Джон Айрлънд – Цялото кралско войнство - Артър Кенеди – Шампион - Ралф Ричардсън – Наследницата - Джеймс Уитмор – Бойно поле                  | - Мерседес Маккембридж – Цялото кралско войнство - Етъл Баримор – Пинки - Селесте Холм – Елате в конюшнята - Елза Ланчестър – Елате в конюшнята - Етел Уотърс – Пинки      |
| Най-добър сценарий | |
| - Писмо до три съпруги – Джоузеф Манкевич - Шампион – Карл Форман - Падналият идол – Греъм Грийн - Цялото кралско войнство – Робърт Росън - Крадци на велосипеди – Чезаре Дзаватини | |

## Галерия
| Бродерик Крауфорд „Оскар“ за главна мъжка роля | Оливия де Хавиланд „Оскар“ за главна женска роля | Дийн Джагър „Оскар“ за поддържаща мъжка роля | Мерседес Маккеймбридж „Оскар“ за поддържаща женска роля |
| ---------------------------------------------- | ------------------------------------------------ | -------------------------------------------- | ------------------------------------------------------- |
|                                                |                                                  |                                              |                                                         |

## Почетни награди
- Фред Астер
- Сесил Демил
- Джийн Хершолт

- Почетна награда за най-добър чуждоезичен филм:
  - Крадецът на велосипеди (The Bicycle Thief), италиански филм на режисьора Виторио Де Сика.

- Почетна награда за непълнолетен изпълнител:
  - Боби Дрискол